# Eric Butler (Politiker)
Eric Dudley Butler (* 7. Mai 1916 in Benalla, Victoria; † 7. Juni 2006 in Victoria) war ein australischer Politiker und Journalist, der die Australian League of Rights gründete und sie jahrzehntelang als Vorsitzender führte. Diese rechtsextreme, antisemitische und antikommunistische Partei war jahrzehntelang die bedeutende Partei der Rechten Australiens bis gegen Ende der 1990er Jahre die Partei der One Nation von Pauline Hanson massenhaften Zuspruch bei einer Wahl in Queensland und in Australien fand, der seit Anfang 2000 erheblich zurückging.

## Frühes Leben
Eric Butlers Vater war ein Lehrer und Schulleiter, dessen Vorfahren von Iren und Walisern abstammten. Eric Butler war in seiner Jugend ein regional bekannter Schlagmann im Cricketspiel. Er lebte die meiste Zeit seines Lebens in der Nähe von Melbourne. In den 1930er Jahren wurde er ein Anhänger der rechtsradikalen Ideologie des Social Credits des schottischen Ingenieurs Clifford Hugh Douglas und schrieb als Journalist ab 1938 für die Zeitung New Times der Social Credit Party of Australia. 1937 legte der australische Security Service und die Military Police Intelligence Australiens eine Akte über ihn an. Butler diente in der Australian Army während des Zweiten Weltkriegs im pazifischen Raum.

## Zweiter Weltkrieg
Während des Krieges standen seine politische Aktivitäten unter Überwachung der australischen Sicherheitsbehörden und im Dezember 1941 wurden Artikel von Butler in der New Times zensiert, als er die Sowjetunion als „a Jewish slave state […] controlled by international Jewish financiers in New York“ (deutsch: „einen jüdischen Sklavenstaat […] der von jüdischen Finanziers in New York kontrolliert“) wird, bezeichnete. Butler wurde 1941 von den Sicherheitsdiensten verhört und ihr Urteil lautete, dass er ein „good soldier“ sei.
1945 schrieb Butler über den Premierminister Robert Menzies der Liberal Party of Australia, dass dieser ein gefährlicher Politiker und ein Diktator sei, wie auch Herbert Vere Evatt, ein späterer Justiz- und Außenminister Australiens. Evatt leitete als damaliger Generalstaatsanwalt eine parlamentarische Untersuchung über die Aktivitäten von Butler ein, die für Butler folgenlos blieb.

## Nach dem Zweiten Weltkrieg
1946 gründete Butler die League of Rights in South Australia und Victoria und er publizierte 1946 in der Zeitschrift The International Jew, wo er behauptete, dass Winston Churchill, Theodore Roosevelt und weitere Führer in Großbritannien und Amerika, wie auch in der Sowjetunion unter Dominanz und Einfluss der internationalen jüdischen Finanzherrschaft stehen.
Die League of Rights in South Australia konzentrierte sich damals auf eine Kampagne gegen die nationalen Banken, bevor sie sich anschließend in weitere Bundesländer verzweigte. Die Australian League of Rights wurde 1961 gegründet, deren Nationaldirektor Butler bis zu seinem Ausscheiden 1992 war. Obwohl Butler als Unabhängiger für das Australian House of Representatives 1951 kandidierte, war von ihm nicht beabsichtigt, dass sich die League zu einer politischen Partei entwickelt. Eher war sie eine Interessensgruppe und Basisorganisation, die Butlers Vorstellungen von Antikommunismus, Social Credit, Monarchie und britischen Idealen verbreiten sollte. In den 1950er Jahren war er für einige Jahre Mitglied des Eltham Shire Council und Shire-Präsident (Eltham ist ein Vorort von Melbourne).
Neben der Zeitung New Times brachte die League of Rights verschiedene Publikationen wie die Wochenzeitschrift On Target (deutsch: Zieltreffer) und die Monatszeitschrift Intelligence Survey heraus. Ab 1949 veröffentlichte Butler eine Artikelreihe zu nationalen und internationalen Angelegenheiten in der melbourner Morgenzeitung The Argus, damals eine konservative Zeitung. Als jedoch bekannt wurde, dass die Artikel auf einem Schulungsmaterial der League of Rights und der Ideologie des Social Credits basierten, wurden sie abgesetzt.
In den 1960er Jahren wurde bekannt, dass Mitglieder der League of Rights in den konservativen Parteien der Liberal Party und Country Party, dem Vorläufer der National Party of Australia, doppelt als Mitglieder eingetragen waren. Ein enger Vertrauter Butlers, Arthur Chresby, wurde in der Queenslandwahl als Kandidat der Liberal Party gewählt. Nach und nach warnten die Parteiführer der Country Party und National Party vor einer Infiltration ihrer Partei durch die League of Rights, daraufhin wurden teilweise Parteimitglieder und Parteigliederungen ausgeschlossen.
Das Mitglied der Liberal Party James Killen, der ab 1969 australischer Verteidigungsminister war, wurde in den 1960er Jahren als Anhänger der Australian League of Rights bekannt, als er 1962 mit Butler nach Großbritannien reiste, um dort gegen den Beitritt gegen die Europäische Wirtschaftsgemeinschaft und für die Regierung von Ian Smith in Rhodesien aufzutreten. In den 1960er und 1970er Jahren verteidigte Butler die Apartheid in Südafrika und das weiße Minderheitenregime von Ian Smith in Rhodesien. Butler als Befürworter der Apartheid reiste einige Male nach Südafrika und Rhodesien, die er als Bastionen gegen den Kommunismus in Afrika betrachtete. Er war auch der Fernost-Korrespondent des Magazins American Opinion der rechtsradikalen John Birch Society in den USA.
Im Juli 1972 diskutierte Butler mit Max Teichmann, einem Lehrstuhlinhaber für Politik in der Monash University im Fernsehprogramm Monday Conference der Australian Broadcasting Corporation. Teichmann konfrontierte Butler mit seinen ausgewiesenen antisemitischen Statements aus den 1930er und 1940er Jahren und forderte ihn auf, sich davon zu distanzieren, woraufhin Butler auswich. Das Fernsehprogramm beleuchtete auch die Angelegenheit der Infiltration der Country Party durch die League of Rights vor den Nationalwahlen im Dezember 1972, als die konservative Regierung unterlag, die lange Jahre regierte.
Nach der Mitte der 1990er Jahre wurde die Partei der One Nation von Pauline Hanson zur führenden rechtsradikalen Partei Australiens, die anschließend wieder zerfiel und unbedeutend wurde.
Butler lebte im ländlichen Victoria und in seinen späten Jahren auf einer Farm  bei Panton Hill, die ein Ort für Treffen der League of Rights und anderer rechtsextremistischen Personen war. Er trat als Direktor der League of Rights 1992 zurück und übergab diese Position an David Thompson, aber er blieb bis kurz vor seinem Tod politisch aktiv. 1999 hielt er eine Rede für den Leugner des Holocaust David Irving.